# Inzersdorfer Straße
Die Inzersdorfer Straße ist ein Straßenzug im 10. Wiener Gemeindebezirk Favoriten. Sie wurde zur Wahrung des Ortsnamens Inzersdorf benannt und markiert über einen weiten Teil ihres Verlaufs (zwischen Ettenreichgasse und Neilreichgasse, etwa 60 Hausnummern) die Grenze zwischen den Katastralgemeinden Favoriten und Inzersdorf Stadt. Diese Katastralgrenze war von 1850 bis 1892 mit der Wiener Stadtgrenze identisch. 1894 wurde die Kühberggasse einbezogen.

## Lage und Charakteristik
Die Inzersdorfer Straße verläuft in ost-westlicher Richtung von der Favoritenstraße zur Triester Straße. Bereits nach einem Häuserblock wird sie vom Antonsplatz unterbrochen. Zwischen der Laxenburger Straße und der Neilreichgasse gilt sie als Hauptstraße, vorher und nachher ist sie bis zur Gussriegelstraße eine Einbahn Richtung Osten, ab dort Richtung Westen. Sie wird von der Buslinie 7A befahren, die in der Straße vier Stationen hat (und eine weitere am Antonsplatz). Die höchste Hausnummer auf der geraden Seite ist 116, auf der ungeraden Seite 127.

## Gebäude
Der Baubestand ist sehr uneinheitlich, zum Bezirkszentrum hin dominieren eher vorstädtische Zinshäuser aus den 1870er und 1880er Jahren während westlich davon die älteren Bauten eher aus der Zeit nach 1900 stammen. Es bilden sich aber keine Ensembles aus, in der ganzen Straße liegen immer wieder Wohnhäuser aus der zweiten Hälfte des 20. und dem frühen 21. Jahrhundert dazwischen. In der Inzersdorfer Straße befinden sich zwei Kleinwohnhausanlagen, solche Anlagen wurden um 1910 in Favoriten mehrere gebaut (vgl. z. B. Buchengasse 7–9) und nehmen in einiger Hinsicht (Abgehen vom Gangküchensystem) die kommunalen Wohnbauten der Zwischenkriegszeit vorweg. Es befindet sich hier auch ein Terrassenhaus der 1970er auf Nr. 113, eine ambitionierte und damals moderne Bauform. In die Inzersdorfer Straße ragt auf Nr. 78 auch der südliche Teil der Hellerfabrik, die nunmehr als Altersheim fungiert (vgl. Belgradplatz#Nummer 3–5 Ehemalige Schokoladefabrik Heller).

### Nr. 81–83: Kleinwohnungsanlage
Auf Nr. 81 und 83 befindet sich eine aus zwei Baublöcken bestehende Wohnhausanlage, die von der Ersten Gemeinnützigen Baugesellschaft für Kleinwohnungsbau errichtet wurde. Sie wurde 1913 von Leopold Simony erbaut, einem der Pioniere des sozialen Wohnbaus. Ein Baublock hat seine Längsfront zur Inzersdorfer Straße, der andere zur Neilreichgasse, beide Hauseingänge befinden sich aber in der Inzersdorfer Straße. Der Zwischenraum wurde 1930 durch die vom selben Architekten errichtete kommunale Wohnhausanlage in der Angeligasse hofartig abgeschlossen.

### Nr. 113: Terrassenwohnhaus
Das Terrassenwohnhaus stammt von Harry Glück aus dem Jahr 1974 und ist in seiner Konzeption eine verkleinerte Version des Wohnparks Alt-Erlaa (auch in dem Detail, dass es auf dem Dach ein Schwimmbecken gibt). Zur Inzersdorfer Straße hin hat das Gebäude eine geschlossene Front, während die aufsteigend angeordneten Terrassen Richtung Süden zur Angeligasse ausgerichtet sind. Es nimmt den ganzen Häuserblock ein, der auch von der Gussriegelstraße und der Braunspergengasse eingenommen wird (siehe auch Angeligasse#Nr. 104: Wohnhausanlage und Gussriegelstraße#Nr. 28–30: Wohnhausanlage von Harry Glück).

### Nr. 115–117:Kleinwohnungsanlage
Diese Kleinwohnungsanlage stammt aus den Jahren 1913/14 von Hans Mayr und Theodor Mayer. Die Architektur orientiert sich gestalterisch am Heimatstil, nimmt aber mit Fenstern, Balkonen und Geschäftseingängen die späteren kommunalen Wohnbauten vorweg. Auch sind die Zimmer-Küche-Kabinett-Wohnungen bereits mit Fließwasser und WC ausgestattet. Das Gebäude erhielt 1914 einen Preis der Stadt Wien für „hervorragende Bauten“ auf dem Gemeindegebiet.

## Galerie

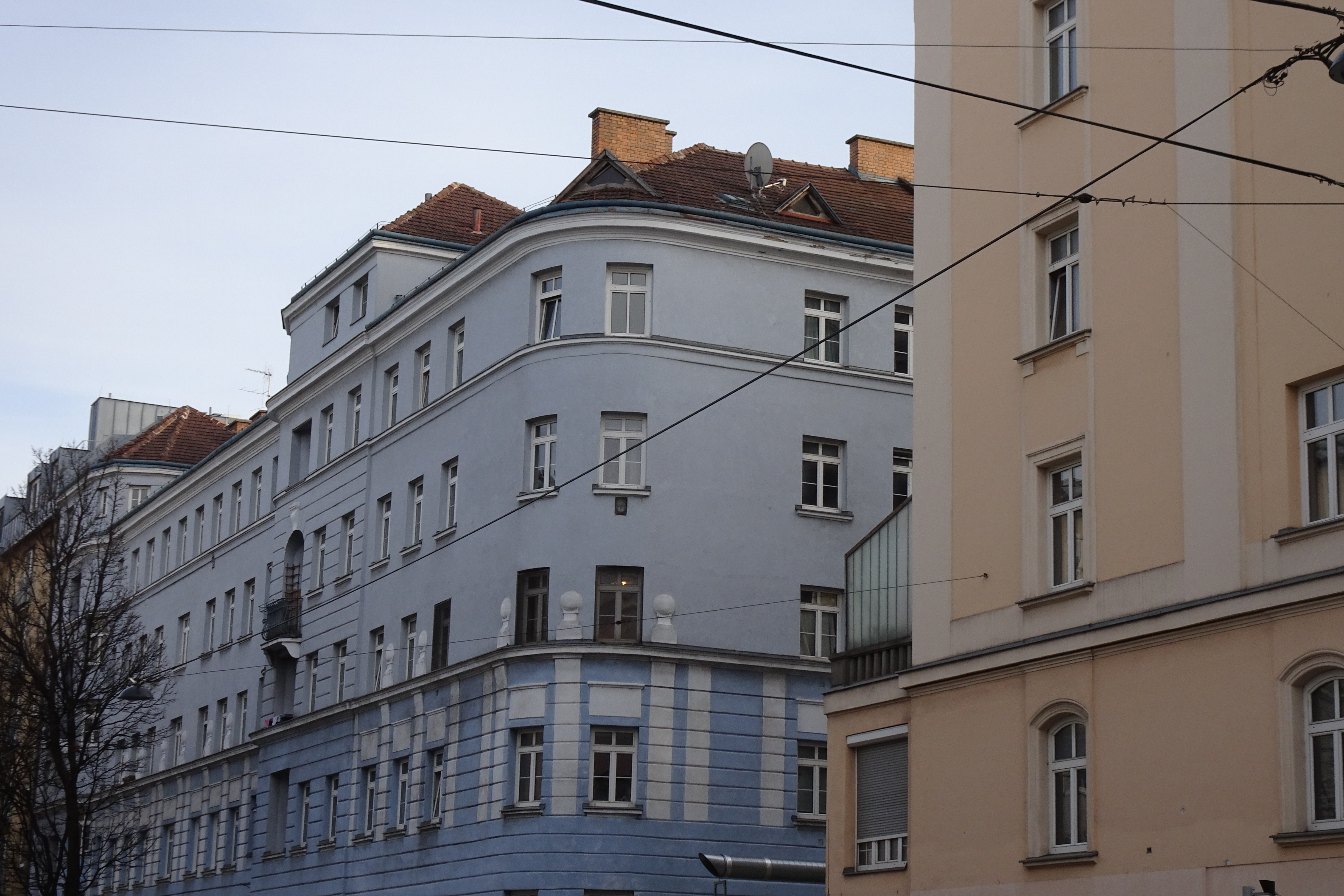
Die beiden Baublöcke der Kleinwohnungsanlage Inzersdorfer Straße 81–83
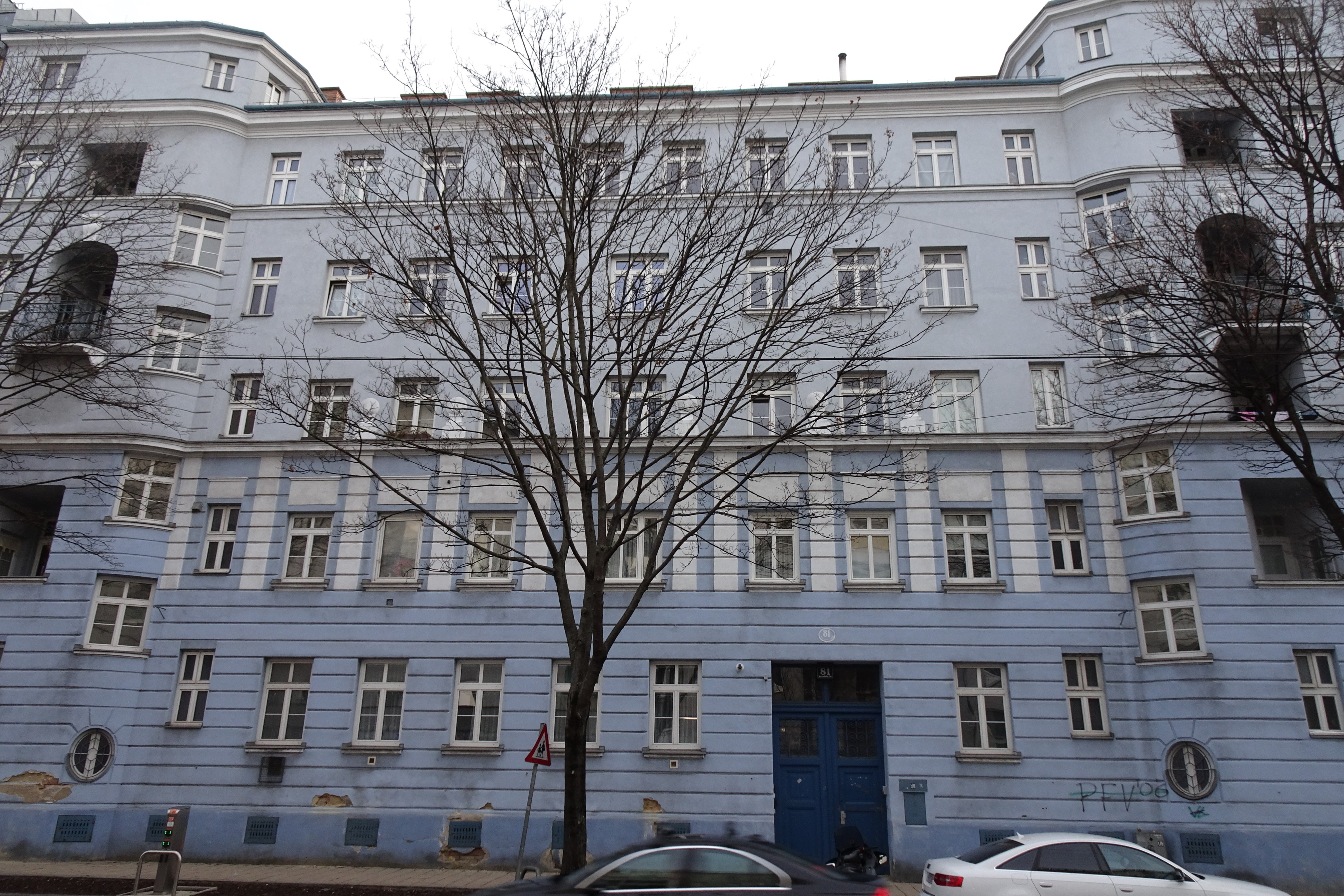
Die Längsfront zur Inzersdorfer Straße
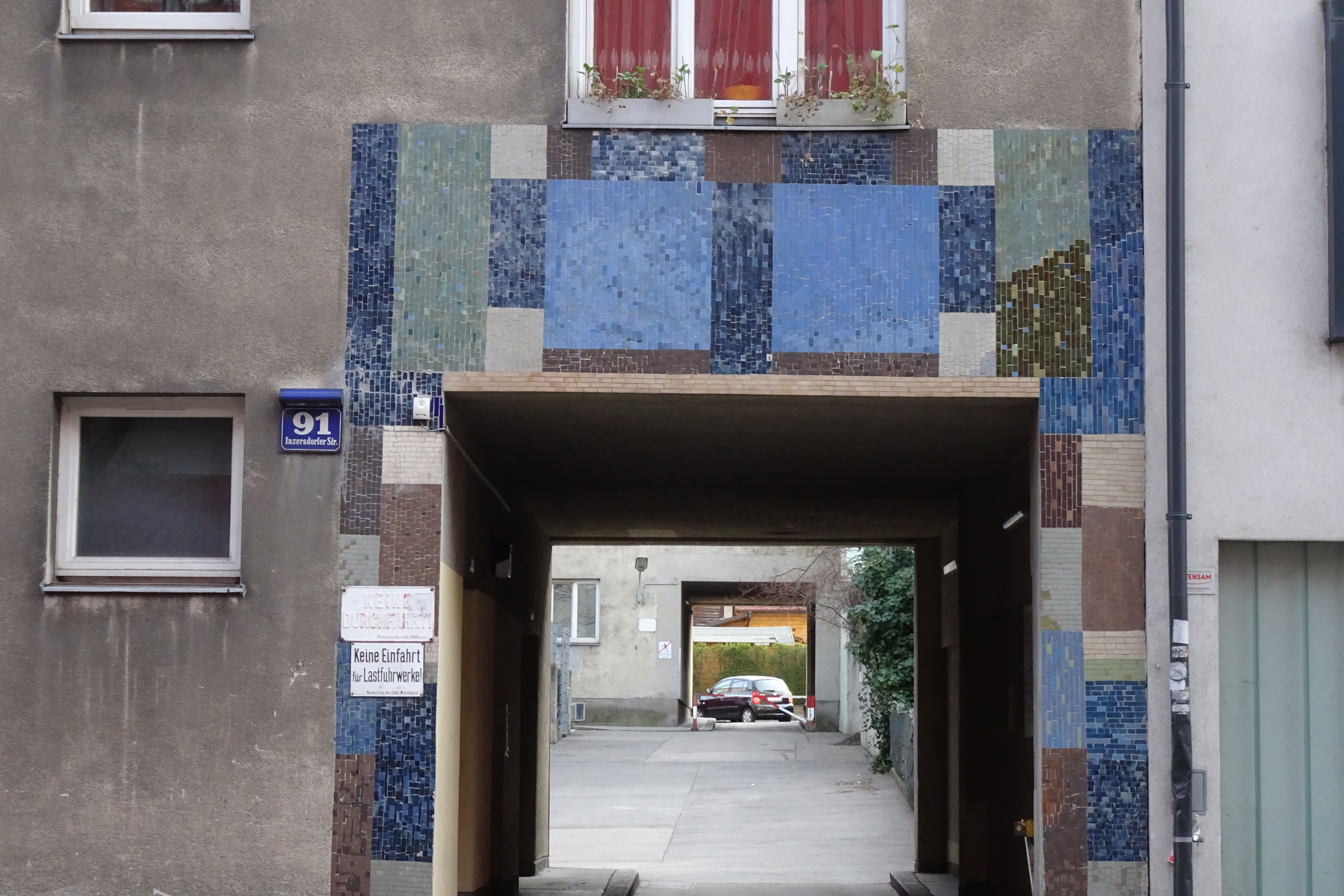
Mosaik auf einem Gemeindebau aus dem Jahr 1962
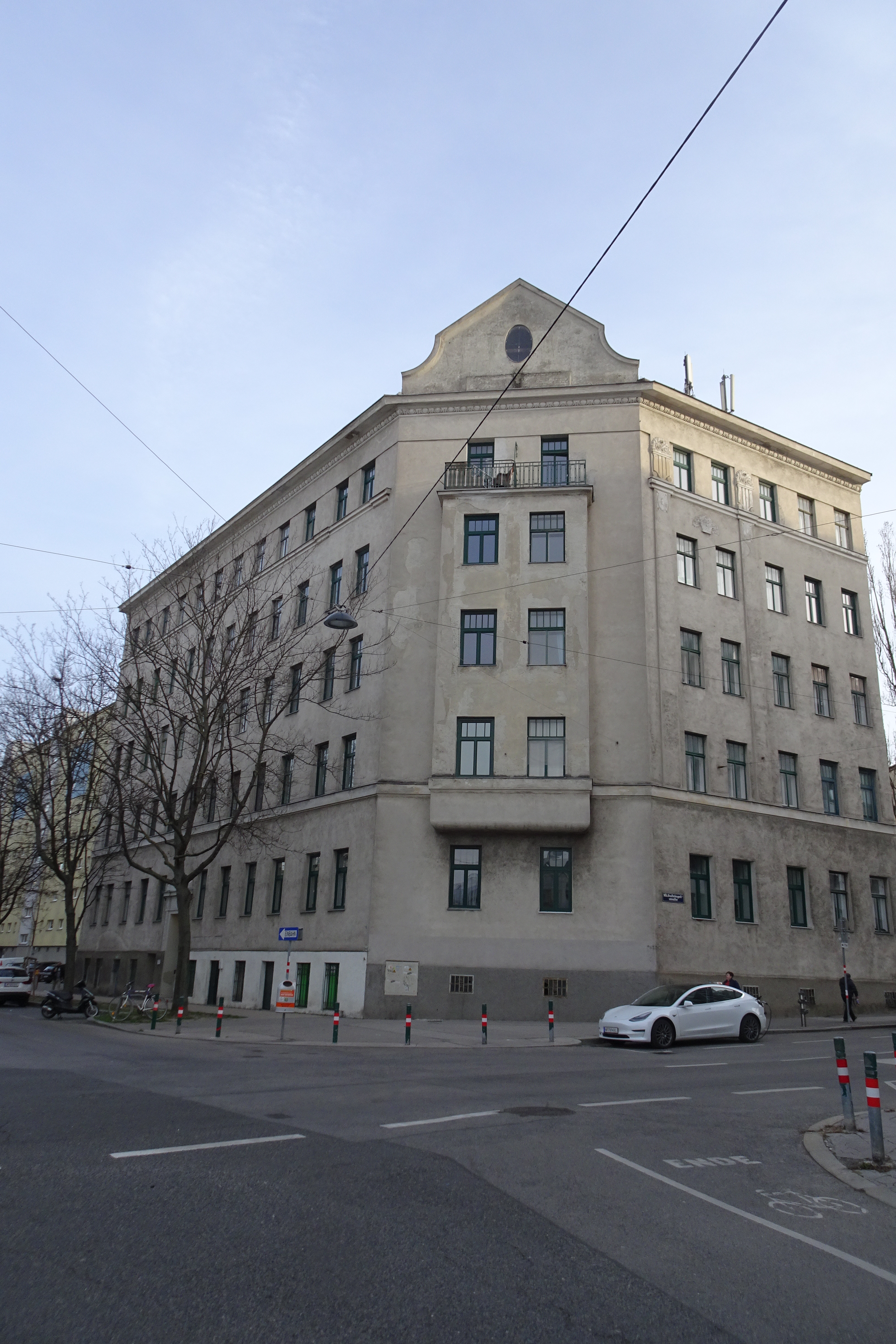
Ein Zinshaus aus der Zeit um 1910 auf 113A
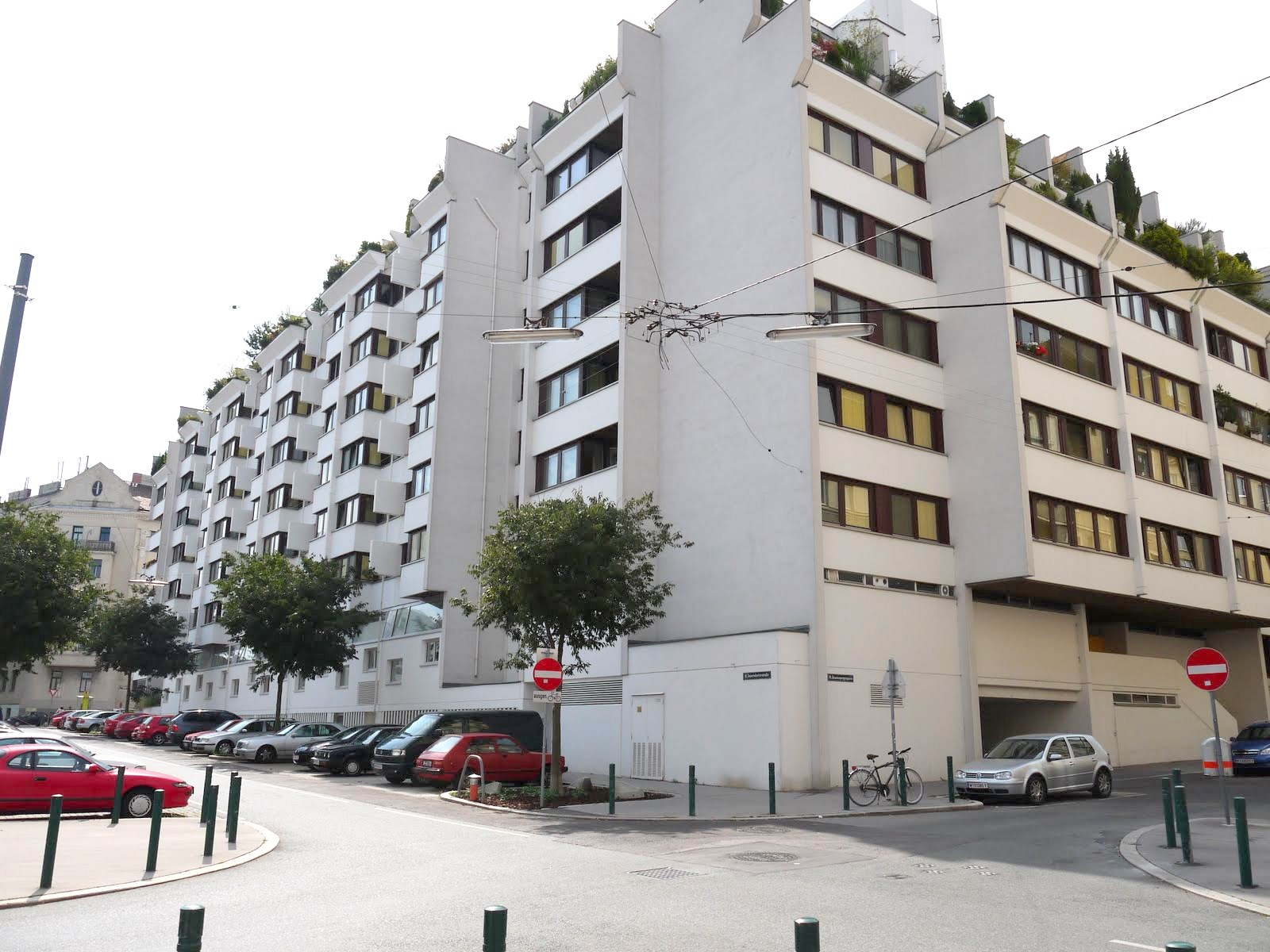
Das Terrassenhaus, Front an der Ecke Inzersdorfer Straße/Braunspergengasse
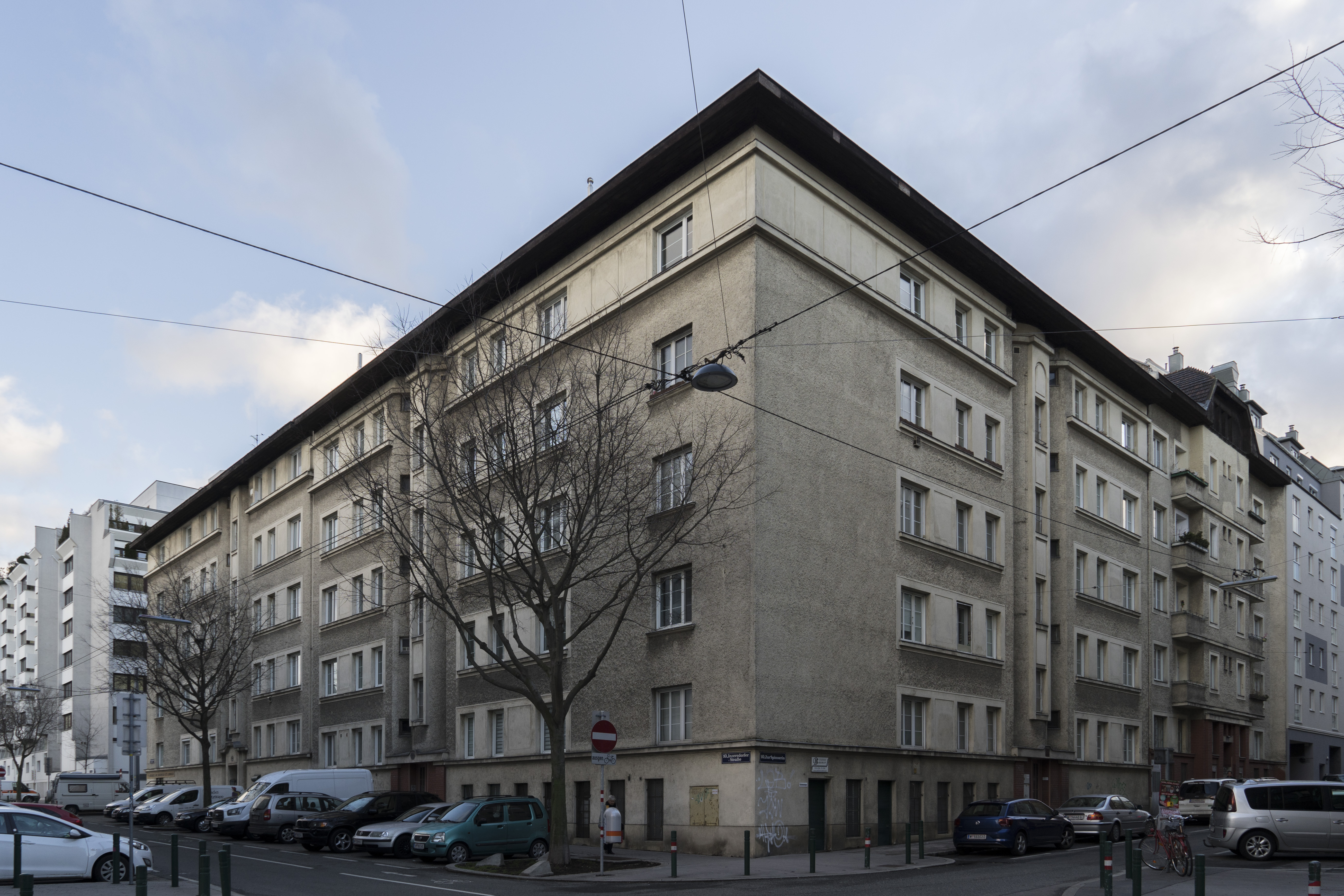
Kleinwohnungsanlage auf Nr. 115–117
Eingang in der Braunspergengasse 10